# Gurgenes, Rei dos Georgianos
Gurgenes (em georgiano: გურგენი; transliterado também como Gourgen ou Gurgan), conhecido como Gurgenes Magistro ou Gurgenes II Magistro, da dinastia Bagrationi, foi rei da Ibéria com o título de "rei dos reis dos georgianos" de 994 até sua morte em 1008. Magistro era um título bizantino que lhe foi concedido pelo imperador Basílio II.

## Nome
Gurgenes (Γουργένης, Gourgénēs) é a forma grega do armênio Gurguém (Գուրգեն, Gurgēn) e Verquém (Վրկեն, Vrkēn), que por sua vez derivou do iraniano antigo Vercaina (*Vr̥kaina-; do hipocorístico para *vr̥ka-, "lobo") através do parta Vurquém (*Wurkēn). Foi registrado em elamita como Marguena, persa novo como Gurguim (Gurgīn).

## História
Representante da linhagem da Ibéria dos bagrátidas georgianos (Bagrationi) de Tao-Clarjécia, Gurgenes era filho de Pancrácio II, que reino como rei dos georgianos de 958 até 994. Ele se casou com Guranducte, uma filha do rei abecásio Jorge II, com quem teve, por volta de 960, um filho chamado Pancrácio (Bagrat), que foi adotado por um parente, o poderoso príncipe Davi III Curopalata de Tao/Taique como herdeiro. Em 975, Pancrácio, ainda um adolescente, foi instalado por Davi como monarca na Ibéria sob a regência de Gurgenes. Três anos depois, Pancrácio foi coroado rei dos abecásios ("Pancrácio II da Abecásia"), enquanto Gurgenes ficou como co-monarca nas terras da Ibéria e ajudou o filho a combater seus adversários na aristocracia local.
Em 989, Pancrácio tentou acabar definitivamente com os poderosos Rati, dos liparítidas de Kldekari, que governavam um enorme feudo em Trialécia. À frente de seu exército, Gurgenes esperava pelas forças do filho na fronteira de Xavexécia quando Davi III, inseguro sobre as verdadeiras intenções de seus parentes, dispersou suas tropas com um ataque surpresa e forçou sua fuga para a fortaleza de Cepti. Neste rápido conflito, o pai de Gurgenes, Pancrácio II, estava do lado de Davi. Os bagrátidas rapidamente se reconciliaram, mas as campanhas infrutíferas de Davi contra os bizantinos e o tratado resultante com Basílio II destruíram completamente um acordo anterior, pelo qual Davi pretendia deixar para seu filho adotivo, Pancrácio (filho de Gurgenes), como herdeiro de seus domínios.
Em 994, Pancrácio II morreu e Gurgenes o sucedeu, coroando-se "rei dos reis dos georgianos". Este reino abrangia parte de Tao, Mesquécia, Javaquécia, Ajária e algumas porções menores do histórico reino de Tao-Clarjécia. Com a morte de Davi III em 1000, Pancrácio e Gurgenes encontraram com Basílio e, sem conseguir evitar a anexação do reino de Davi, foram forçados a reconhecer as novas fronteiras. Na mesma ocasião, Pancrácio recebeu o título de curopalata e Gurgenes, o de magistro, sendo que o título conferido ao filho era mais prestigioso que o do pai. Segundo as "Crônicas", teria sido um ato calculado pelo imperador para lançar pai contra filho, mas o plano fracassou, "...pois Gurgenes era honesto e verdadeiro e ele [Basílio] não conseguiu incitar a inveja em seu coração e ele [Gurgenes] não caiu na armadilha". No final do mesmo ano, Gurgenes tentou tomar os antigos domínios de Davi à força, mas foi forçado a recuar perante as forças de Nicéforo Urano, o duque (doux) de Antioquia.
Gurgenes morreu em 1008, deixando seu trono para o filho Pancrácio, que já era "Pancrácio II da Abecásia" e tornou-se "Pancrácio III da Geórgia", tornando-se o primeiro rei de um reino georgiano unificado.